# Ерфвайлер
Ерфвайлер (нім. Erfweiler) — громада в Німеччині, розташована в землі Рейнланд-Пфальц. Входить до складу району Південно-Західний Пфальц. Складова частина об'єднання громад Данер-Фельзенланд.
Площа — 8,84 км2. Населення становить 1190 ос. (станом на 31 грудня 2020).